# Estación de Cortes de Navarra
Cortes de Navarra es una estación ferroviaria situada en el municipio español de Cortes en la comunidad foral de Navarra. Dispone de servicios de Media Distancia operados por Renfe. Desde 1889 a 1955 fue una estación de intercambio de la  línea Cortes - Borja, ya que esta línea era de ancho métrico.

## Situación ferroviaria
La estación se encuentra en el punto kilométrico 55,3 de la línea férrea que une Casetas en Zaragoza con Bilbao a 261 metros de altitud.
Se encuentra entre las estaciones de Ribaforada (Navarra) y la de Gallur (Zaragoza)

## Historia
La estación fue inaugurada el 18 de septiembre de 1861 con la apertura del tramo Tudela-Casetas de la línea férrea que pretendía unir Zaragoza con Navarra por parte de la Compañía del Ferrocarril de Zaragoza a Pamplona. Esta última no tardaría en unirse con la compañía del ferrocarril de Zaragoza a Barcelona, dando lugar a la Compañía de los Ferrocarriles de Zaragoza a Pamplona y Barcelona. El 1 de abril de 1878 su mala situación económica la forzó a aceptar una fusión con Norte.
En 1882 varios pueblos de la Comarca Aragonesa de Campo de Borja, formaron una comisión donde mandaron un informe a Norte, en la que pedían una línea que conectara con la su vía de ancho ibérico, para exportar sus productos. Finalmente, el 27 de mayo de 1889 se inauguró la Línea Cortes- Borja. 
En 1941, la nacionalización del ferrocarril en España supuso la integración de Norte en la recién creada RENFE. 
El 30 de abril de 1955 la línea Cortes-Borja dejó de dar servicio.
Desde el 31 de diciembre de 2004 Renfe explota la línea mientras que Adif es la titular de las instalaciones ferroviarias.

## La estación

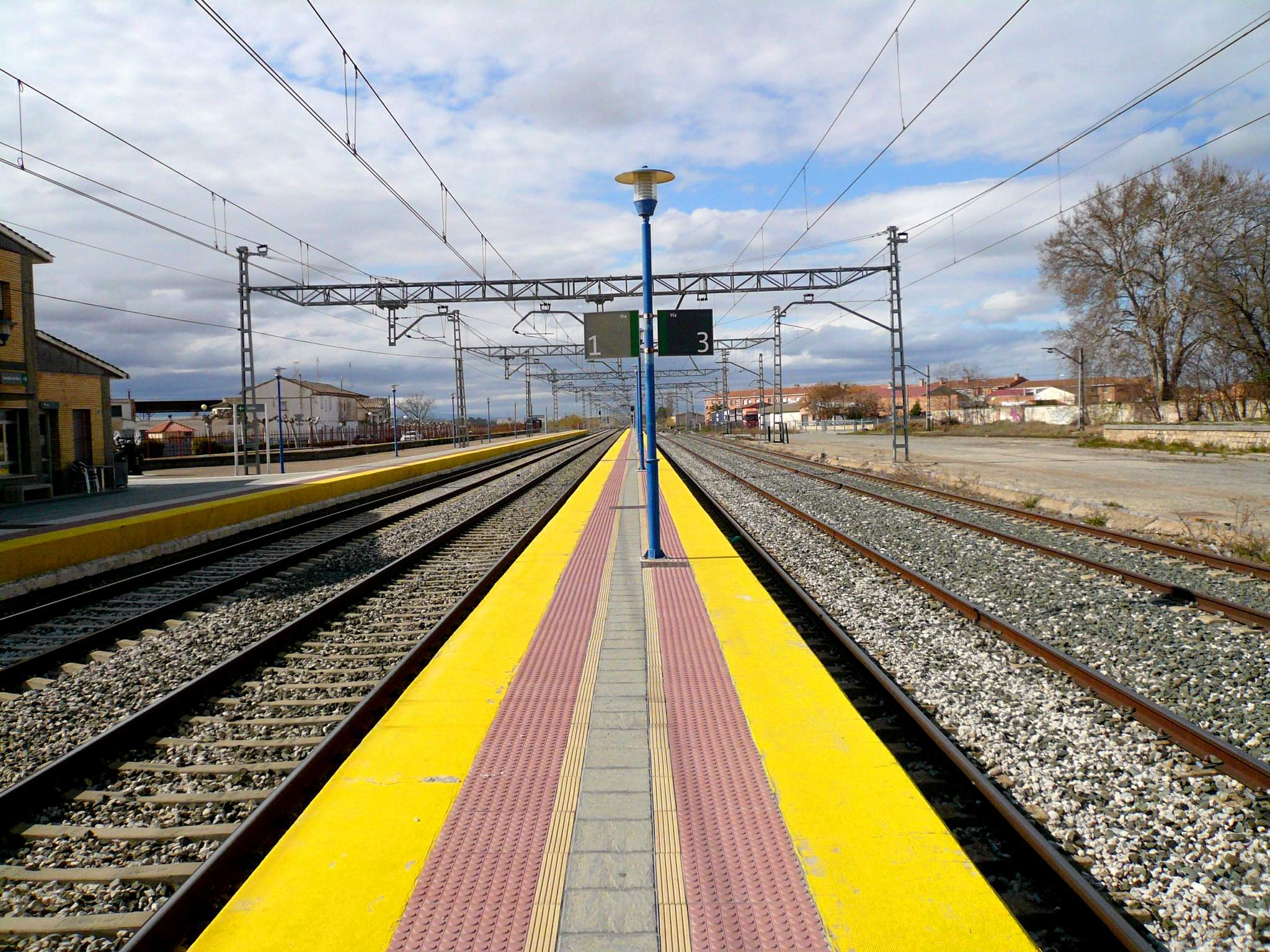
Aspecto de los andenes de la estación

Se sitúa al sur del núcleo urbano. Como otras estaciones de este tramo su antiguo edificio para viajeros ha sido sustituido por una construcción más reciente de corte funcional. Posee dos plantas usándose la parte de arriba como vivienda. Cuenta con cuatro vías a las que acceden dos andenes, uno lateral y otro central, siendo la más alejada del edificio no accessible por el andén central y reservada para estacionamiento de trenes. Existe una quinta vía usada para un tercer andén de carga/descarga de material. En él, hay un almacén en uso y cuya cubierta se reformó recientemente.
Dispone de venta de billetes (en horario de mañana de lunes a viernes), cafetería, aseos y de un aparcamiento exterior de 7 plazas más una para minusváludos, así como varias plazas de moto y bicicletas. También existe una máquina de autoventa en el exterior.
La estación se haya muy próxima al municipio aragonés de Mallén. 

## Servicios ferroviarios

### Media distancia
El tráfico de Media Distancia con parada en la estación tiene como principales destinos Zaragoza, Castejón, Logroño, Pamplona y Vitoria.
| Línea MD | Trenes | Origen/Destino |  | Destino/Origen   |
| -------- | ------ | -------------- |  | ---------------- |
| 22       | RE     | Zaragoza       |  | Logroño Castejón |
| 26       | RE     | Zaragoza       |  | Vitoria          |